# Campionat de Zúric 1971
L'edició del 1971 fou la 56a del Campionat de Zuric. La cursa es disputà el 2 de maig de 1971, pels voltants de Zúric i amb un recorregut de 254 quilòmetres. El vencedor final fou el belga Herman Van Springel, que s'imposà per davant de Romano Tumellero i Roland Berland.

## Classificació final
|    | Ciclista              | Equip               | Temps      |
| -- | --------------------- | ------------------- | ---------- |
| 1  | Herman Van Springel   | Molteni-Arcore      | 6h 34' 18" |
| 2  | Romano Tumellero      | Molteni-Arcore      | + 5'03"    |
| 3  | Roland Berland        | Bic                 | + 5'05"    |
| 4  | Roger Swerts          | Molteni-Arcore      | + 5'47"    |
| 5  | Erich Spahn           | Möbel Märki-Bonanza | m. t.      |
| 6  | Marc Lievens          | Flandria-Mars       | + 9'15"    |
| 7  | Mariano Martinez      | Hoover-De Gribaldy  | + 9'31"    |
| 8  | Marinus Wagtmans      | Molteni-Arcore      | + 9'58"    |
| 9  | Jean-Pierre Berckmans | Hertekamp-Magniflex | m. t.      |
| 10 | Jürg Schneider        | Möbel Märki-Bonanza | m. t.      |